# 加藤泰彦
加藤 泰彦（かとう やすひこ、1947年5月19日 - ）は、日本の実業家。日本造船工業会会長。三井造船（現三井E&S）元代表取締役取締役会長・社長。

## 経歴
- 東京都出身
- 福岡県立修猷館高等学校から東京都立日比谷高等学校に転校、早稲田大学大学院理工学研究科機械工学修了[1]
- 1973年4月 - 三井造船（現三井E&S）入社
- 1975年6月 - イギリスのサウサンプトン大学院へ留学[2]
- 1999年4月 - 同社船舶・艦艇事業本部基本設計部長就任
- 2000年4月 - 同社船舶・艦艇事業本部基本設計部長兼技術開発部長就任
- 2001年6月 - Mitsui Zosen Europe Limited社長就任
- 2004年4月 - Mitsui Babcock Energy Limited最高経営責任者（CEO）就任
- 2004年6月 - 三井造船取締役就任
- 2007年6月 - 同社代表取締役社長就任
- 2013年6月 - 同社代表取締役取締役会長就任
- 2017年6月 - 日本造船工業会会長就任